# Лівовська Гута
Лівовська Гута (словац. Livovská Huta) — село в Словаччині, Бардіївському окрузі Пряшівського краю. Розташоване в північно-східній частині Словаччини.
Вперше згадується у 1773 році.
В селі є греко-католицька церква св. Якова з 1937 року.

## Населення
| Рік:            | 1994. | 2004.   | 2014.    | 2024.    |
| --------------- | ----- | ------- | -------- | -------- |
| Кількість осіб: | 59    | 54      | 45       | 37       |
| Різниця:        |       | -8,47 % | -16,66 % | -17,77 % |

| Рік:            | 2023. | 2024.   |
| --------------- | ----- | ------- |
| Кількість осіб: | 38    | 37      |
| Різниця:        |       | -2,63 % |

В селі проживає 53 осіб.
Національний склад населення (за даними останнього перепису населення — 2001 року):
- словаки — 100,0%

Склад населення за приналежністю до релігії станом на 2001 рік:
- греко-католики — 96,30%,
- не вважають себе віруючими або не належать до жодної вищезгаданої церкви — 3,70%